# 아이폰 13 프로
아이폰 13 프로(영어: iPhone 13 Pro)와 아이폰 13 프로 맥스(영어: iPhone 13 Pro Max)는 애플이 제조, 판매하는 스마트폰이다. 아이폰 12 프로와 아이폰 12 프로 맥스의 뒤를 잇는 아이폰 15세대 대표 스마트폰이다. 2021년 9월 14일 발표되었으며 10일 후인 2021년 9월 24일 이용이 가능하게 되었다. 2021년 9월 14일 캘리포니아주 쿠퍼티노 애플 파크에서 열린 애플 스페셜 행사에서 아이폰 13, 아이폰 13 미니와 함께 공개되었다.
전작에 비해 개선된 배터리 수명, 개선된 카메라 및 컴퓨터 사진, 1080p 30fps의 새로운 "시네마틱 모드" 비디오용 랙 포커스, 애플 프로레스 비디오 레코딩, 칩의 새로운 A15 바이오닉 시스템, 프로모션으로 마케팅된 가변 120Hz 디스플레이 등이 주요 업그레이드이다.

## 역사
아이폰 13 프로와 아이폰 13 프로 맥스는 아이패드 (9세대), 아이패드 미니 (6세대), 애플 워치 시리즈 7, 아이폰 13, 아이폰 13 미니와 함께 2021년 9월 14일 캘리포니아주 쿠퍼티노 애플 파크에서 촬영 및 녹음된 가상 언론 행사를 통해 공식 발표되었다. 선주문은 9월 17일 오전 5시에 시작되었다. 아이폰 13 프로는 999달러부터, 아이폰 13 프로 맥스는 1099달러부터 시작한다.

## 디자인

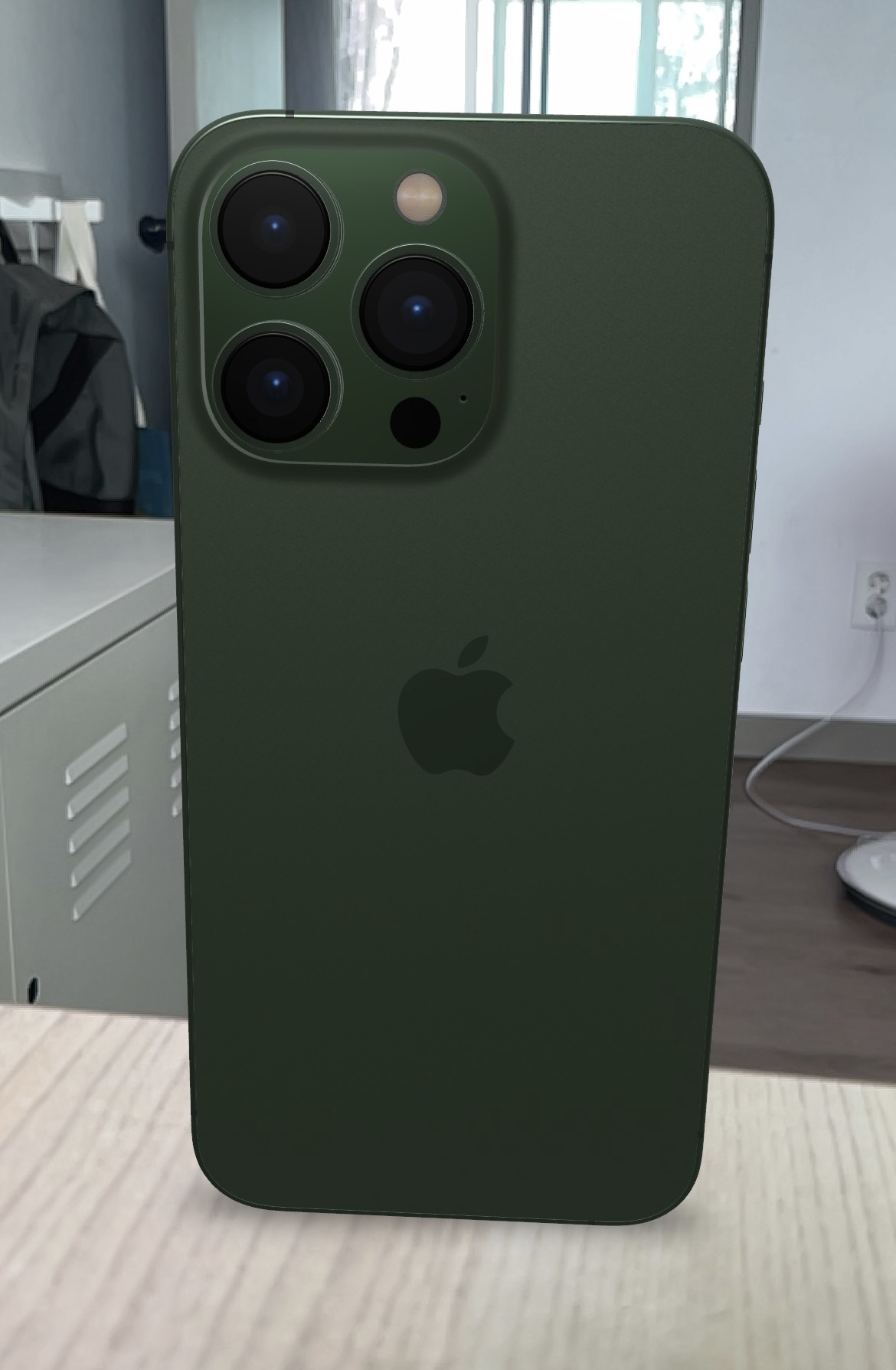
아이폰 13 프로의 후면

아이폰 13 프로와 아이폰 13 프로 맥스의 디자인은 전작에 비해 큰 변화는 없다. 그러나 더 큰 렌즈로 인해 후면 카메라 모듈이 더 많은 부분을 덮으며 전면 디스플레이의 Face ID와 카메라 모듈, 즉 노치 부분은 전 세대에 비해 20% 더 줄어들었다.
아이폰 13 프로와 13 프로 맥스는 4가지 색으로 출시된다: 실버, 그래파이트, 골드, 시에라 블루. 시에라 블루는 퍼시픽 블루를 대체하는 새로운 색이다.
2022년 3월 8일, 애플이 새로운 알파인 그린 색상을 공개하였다.
| 색 | 이름        |
| -- | ----------- |
|    | 실버        |
|    | 그래파이트  |
|    | 골드        |
|    | 시에라 블루 |
|    | 알파인 그린 |

## 성능

### 하드웨어
아이폰 13 프로와 프로 맥스는 애플이 설계한 A15 바이오닉 프로세서에 16코어 뉴럴엔진을 탑재하고 6코어 CPU(성능 코어 2개, 효율 코어 4개 포함), 5코어 GPU를 탑재했으며 차세대 이미지 프로세서도 탑재했다.
더 많은 5G 대역이 특히 미국 외 지역에서 더 많은 통신사를 지원하기 위해 이용 가능하다.

#### 디스플레이
아이폰 13 프로는 6.1인치 1170 x 2532 픽셀 디스플레이를, 아이폰 13 프로 맥스는 6.7인치 1284 x 2778 픽셀 디스플레이를 갖추고 있다. 두 모델 모두 슈퍼 레티나 XDR OLED 디스플레이를 탑재해 일반 밝기를 1000니트로, 최대 밝기를 1200니트로 개선했으며 아이폰 최초로 배터리 보전을 위해 10Hz까지 내려갈 수 있는 120Hz 가변형 프로모션 디스플레이를 탑재했다.

#### 배터리
애플은 아이폰 13 프로의 배터리 수명이 전작보다 최대 1.5시간 늘었다고 주장해 13 프로의 배터리 용량은 11.97Wh(3095mAh), 13 프로맥스는 16.75Wh(4352mAh)다. 두 모델 모두 맥세이프는 최대 15W, Qi 무선은 최대 7.5W, 라이트닝은 최대 20-27W로 충전할 수 있다.

#### 카메라
아이폰 13 프로는 전면 카메라 1대와 후면 카메라 3대(텔레포토, 와이드, 초광각 카메라 포함) 등 4개의 카메라를 갖추고 있다. 후면 카메라는 모두 아이폰12 프로보다 더 큰 센서를 내장해 더 많은 빛을 모을 수 있다. 광폭과 초광폭은 또한 더 많은 빛을 포착하고 저조도 성능을 높이기 위해 더 큰 개구부를 가지고 있다. 초광각 카메라에도 처음으로 오토포커스가 탑재됐다. 77㎜ 망원경은 12 프로에 비해 조리개가 작지만 나이트 모드를 처음 사용할 수 있다는 장점이 있다. 더 큰 망원경은 디지털 줌 기능도 15배까지 높인다.
이 카메라들은 Smart HDR 4라고 불리는 애플의 최신 컴퓨터 사진 엔진을 사용한다. Smart HDR 4는 사진에서 인식된 얼굴들을 국소 조정을 사용하여 별도로 처리한다. 또한 사용자는 캡처 중에 풍부한 대비, 선명한, 따뜻한, 시원한 등 다양한 사진 스타일을 선택할 수 있다. 애플은 이것이 필터와는 다르다는 것을 명확히 하는데, 캡처 중에 이미지 처리 알고리즘과 지능적으로 작동하여 이미지에 로컬 조정을 적용하기 때문이다.
카메라 앱에는 시네마틱 모드라는 새로운 모드가 포함되어 있어 사용자가 소프트웨어 알고리즘을 사용하여 피사체 간 초점을 랙에 고정하고 얕은 영역의 깊이를 만들 수 있다. 1080p 30fps의 와이드, 텔레포토 및 전면 카메라에서 지원된다. 애플은 또한 iOS 15.1에서 256GB 이상의 저장 공간을 가진 모델의 경우 30fps로 애플 프로레스 4K에서 녹화할 수 있는 기능을 추가했지만 128GB의 저장 공간을 가진 기본 모델은 1080p 30fps로 제한될 것이다.
이 카메라는 피사체로부터 2센티미터만큼 가까이 초점을 맞출 수 있는 매크로 모드를 특징으로 한다. 초광각 카메라의 오토포커스를 활용하며 피사체에 충분히 근접하면 자동으로 활성화된다.

### 소프트웨어
아이폰 13 프로와 아이폰 13 프로 맥스는 출시 시점에 iOS 15가 미리 설치되어 있다.

## 같이 보기
- 스마트폰 비교
- 아이폰의 역사
- IOS 및 iPadOS 제품 목록
- 아이폰